# Hemitrioza sonchi
Hemitrioza sonchi är en insektsart som beskrevs av Crawford 1914. Hemitrioza sonchi ingår i släktet Hemitrioza och familjen spetsbladloppor. Inga underarter finns listade i Catalogue of Life.